# Ernst Gustav Knoll

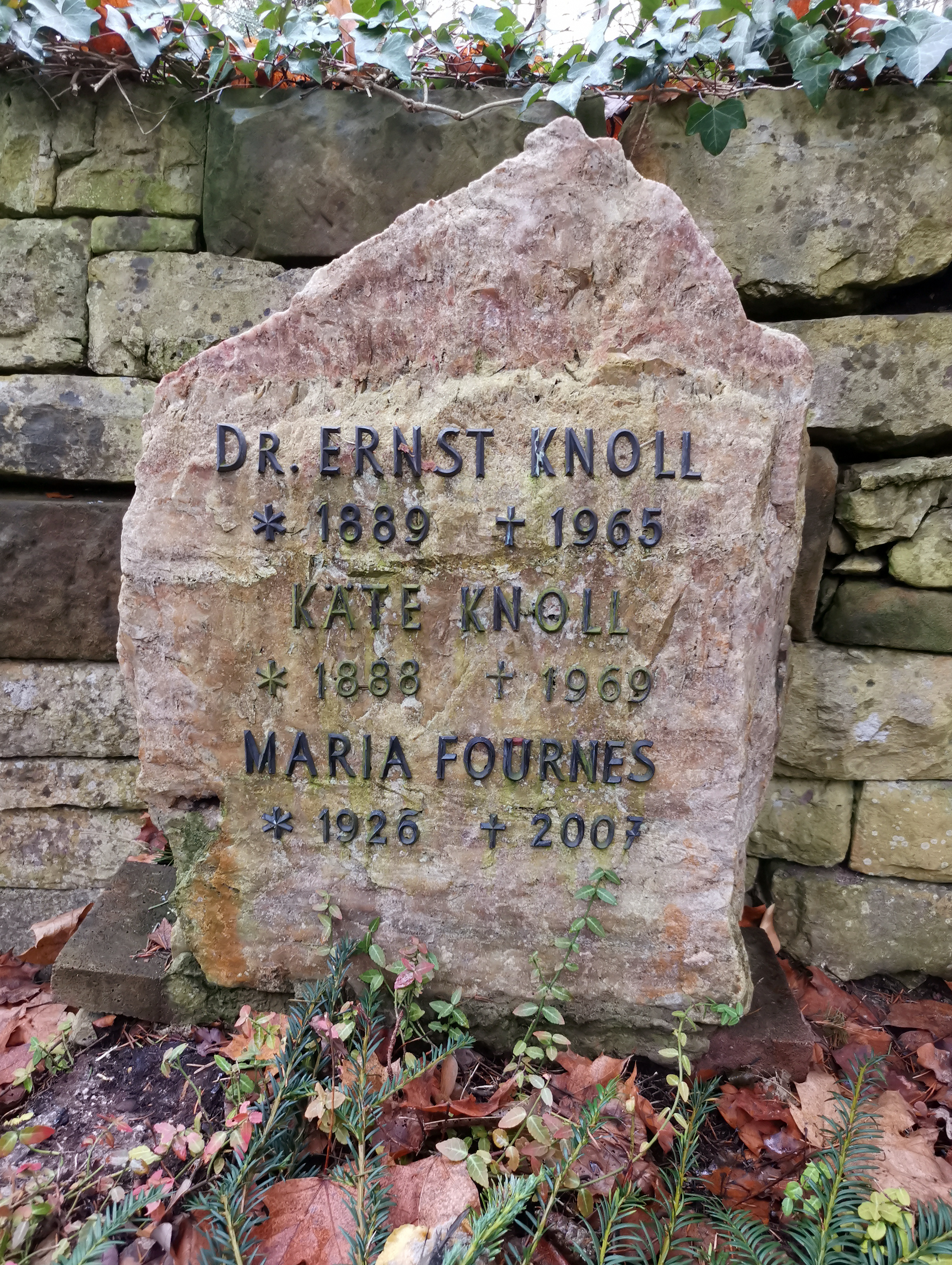
Grab auf dem Friedhof Heerstraße (Abt. 18 J-87)

Ernst Gustav Knoll (* 9. August 1889 in Magdeburg; † 7. Januar 1965 in Wuppertal) war ein deutscher Jurist.

## Leben
Ernst Knoll studierte Rechts- und Staatswissenschaften in München, Berlin, Halle (Saale) und Würzburg. 1913 promovierte er an der Universität Würzburg mit der Dissertation Der Begriff der Ehe nach heutigem Recht.
Ab 1922 war er im Reichsversicherungsamt tätig, ab 1924 im Reichsarbeitsministerium. Dort leitete er ab 1935 die Hauptabteilung S bzw. IV (Städtebau, Siedlungs- und Wohnungswesen). Nach seiner Versetzung in den Wartestand aus politischen Gründen am 1. September 1939 war er von 1940 bis 1944 als Richter beim Kammergericht Berlin tätig. Ab 1945 leitete er den Abschnitt „Siedlungs- und Wohnungsbetreuung“ in der Abteilung Sozialfürsorge der Zentralverwaltung für Arbeit und Sozialfürsorge in der sowjetischen Besatzungszone. Weiter war er tätig am Institut für Sozialwesen der Humboldt-Universität zu Berlin, Lehrbeauftragter an der Freien Universität Berlin und der Deutschen Hochschule für Politik, Leiter der Hauptschiedsstelle für Wohnungs- und Geschäftsräume beim Magistrat von Groß-Berlin, Leiter der Berliner Vertretung des Bundesministeriums für Wohnungsbau, Studienleiter der Verwaltungsakademie Berlin und Senatspräsident am Oberverwaltungsgericht Berlin. Von 1953 bis 1954 war er Senatspräsident am Bundesverwaltungsgericht.
Nach seiner Pensionierung 1954 war Knoll an der Verwaltungsakademie und an der Freien Universität Berlin als Dozent tätig. Er veröffentlichte zahlreiche Beiträge über das Versicherungs- und Fürsorgerecht, das Siedlungswesen und die Gerichtsbarkeit. Knolls Grab befindet sich auf dem landeseigenen Friedhof Heerstraße in Berlin-Westend.

## Ehrungen
- 1954 Großes Verdienstkreuz der Bundesrepublik Deutschland
- 1964 Ehrendoktor der Rechte der Freien Universität Berlin

Seit dem 1. Juni 1975 ist in Berlin-Rudow eine Straße nach ihm benannt.